# Roger Carpentier
Pour les articles homonymes, voir Carpentier.
Roger Carpentier, né le 17 janvier 1921 à Paris,, et mort en service aérien commandé le 9 janvier 1959 à Eyguières (Bouches-du-Rhône), est un aviateur français, pilote de guerre durant la Seconde Guerre mondiale et la guerre d'Indochine, puis pilote d'essai après-guerre. Il est le premier pilote français et européen à passer le mur du son, en 1952.

## Biographie
Après l'École de l'air en 1939, il part en Angleterre en 1943. Il est pilote de bombardier puis pilote de chasse à l'escadron de chasse 1/2 « Cigognes ». Promu commandant d'escadrille en 1949, il effectue un tour d'opérations en Indochine.
À partir de 1947, il est pilote d'essais au Centre d'essais en vol de Brétigny. Le 12 décembre 1952, le commandant Roger Carpentier, est le premier Français à passer officiellement le mur du son, à bord d'un Mystère II, au Centre d'essais en vol de Brétigny-sur-Orge.
À partir de 1955, à la S.N.C.A.S.E (Société Nationale des Constructions Aéronautiques du Sud-Est), il essaie le Baroudeur, le Durandal et le Trident.
Il meurt aux commandes d'un prototype, le Voltigeur, avec l'ingénieur Yves Crouzet et avec le mécanicien Marcel Hochet.

## Distinctions
- Commandeur de la Légion d'honneur
- Croix de guerre 1939-1945
- Médaille de l'Aéronautique[7]

## Hommages
- Il est choisi comme « parrain » par la promotion 1964 de l'École de l'air[8].
- La promotion 1990-1991 de l'EPNER a pris le nom de baptême « Roger Carpentier »[9].
- Une stèle est érigée à proximité d'Eyguières et Sénas[10].